# Nonan
Als Nonan bezeichnet man ein unverzweigtes Alkan mit der Summenformel C9H20. Die Gruppe seiner Isomere nennt man Nonane.

## Eigenschaften
Alle 35 Isomere sind farblose, brennbare Flüssigkeiten mit benzinartigem Geruch.  Das unverzweigte Nonan schmilzt bei −54 °C und siedet bei 151 °C; das nahezu kugelförmige 3,3-Diethylpentan schmilzt bei −33 °C. In Wasser sind Nonane unlöslich, mit den meisten organischen Lösungsmitteln in jedem Verhältnis mischbar.
Nonan gilt als leicht entzündliche Flüssigkeit. Oberhalb des Flammpunktes können sich entzündliche Dampf-Luft-Gemische bilden. Die Verbindung hat einen Flammpunkt bei 31 °C. Der Explosionsbereich liegt zwischen 0,7 Vol.‑% (37 g/m3) als untere Explosionsgrenze (UEG) und 5,6 Vol.‑% (300 g/m3) als obere Explosionsgrenze (OEG). Die Grenzspaltweite wurde mit 0,87 mm bestimmt. Es resultiert damit eine Zuordnung in die Explosionsgruppe IIA. Die Zündtemperatur beträgt 205 °C. Der Stoff fällt somit in die Temperaturklasse T3.

## Verwendung
Nonan ist Bestandteil von Kraftstoffen. In der Destillationstechnik wird es als Schleppmittel verwendet. Nonan wird auch zur Synthese von waschaktiven Substanzen verwendet. Außerdem findet es Verwendung zur Kalibrierung von Messgeräten der Feuerwehr, mit denen explosionsfähige Atmosphären nachgewiesen werden – sogenannte EX-Meter.

## Natürliche Vorkommen
Nonan kommt natürlich in einer Reihe von Pflanzen vor. So kann es in Benediktenkraut (Cnicus benedictus), Johanniskraut ( Hypericum perforatum), Lorbeer (Laurus nobilis), Pfeffer (Piper nigrum), Limette (Citrus aurantiifolia), Trauben-Katzenminze (Nepeta racemosa) Oregano (Origanum vulgare) und Ingwer (Zingiber officinale) nachgewiesen werden.

## Gefahren
Nonan ist brennbar; Nonanbehälter müssen an einem gut belüfteten Ort aufbewahrt werden. Des Weiteren muss es von Zündquellen ferngehalten und es müssen Maßnahmen gegen elektrostatische Aufladung getroffen werden. Nonan bildet bei einem Luftvolumenanteil von 0,7 bis 5,6 % explosive Gemische.